# 史泰登島戰役
史泰登島戰役（英語：Battle of Staten Island），或譯斯塔騰島戰役，是美國獨立戰爭於1777年的一場戰役，發生於今日紐約州紐約市史泰登島。
1777年6月矮山戰役後，北美英軍總司令威廉·何奧爵士在7月率領大軍登艦，由海路進攻費城。由於薩拉托加戰役同時在紐約州北部爆發，大陸軍總司令喬治·華盛頓只能根據有限情報，推算何奧到底是向北增援約翰·伯戈因，抑或南下進攻費城。在此背景下，約翰·沙利文和斯特靈勳爵兩人在7月上旬率領大陸軍往北增援哈德遜河高地。7月下旬，華盛頓召喚兩人回師南方，沙利文卻在此時患病，其部隊改由法國將領皮徳弘·德博勒暫代指揮。由於通訊失效及德博勒的擅自行動，這支大陸軍部隊未有隨同斯特靈勳爵前往特倫頓，而是留在新澤西州東部。
8月上旬，沙利文重新接過部隊指揮。由於史泰登島的效忠派民兵時常到新澤西州搜掠物資，大陸軍早有計劃突襲當地報復。8月21日，沙利文在獲得華盛頓同意後，率領約1,000人乘夜登陸史泰登島，並在日出後成功突襲效忠派民兵，造成一定傷亡。不過島上的英國正規軍隨即前往迎擊，並且追上沙利文的後衛，最終俘虜約200名大陸軍士兵。
史泰登島戰役後，沙利文率軍南下費城，與華盛頓會師。雖然他被指控統率有失，但他在同年大陸會議召開的軍事法庭中獲判無罪。

## 背景

英軍和大陸軍在1777年7月至9月間的行軍圖。當時何奧的軍隊經海路由紐約南下進攻費城，而約翰·伯戈因則由加拿大南下奧爾巴尼。由於華盛頓無從得悉何奧的去向，使他在增援北方及守備費城兩邊搖擺不定。沙利文的部隊在7月20日一度在哈德遜河高地駐守，後來在南下費城前夕，順道於8月22日突襲史泰登島。

1777年6月矮山戰役後，北美英軍總司令威廉·何奧爵士率領英軍返回安博伊，並在6月30日退回史泰登島。由於何奧在紐約大造船艦，大陸軍總司令喬治·華盛頓估計英軍將會由海路發動下一輪攻勢，但他卻無從得悉何奧將駛向何處。當時何奧大致有兩個選擇：第一是向北取道哈德遜河進攻奧爾巴尼，並配合加拿大方面的英軍，將新英格蘭與其他州份分割；第二是向南進入特拉華灣，再上溯特拉華河進攻費城。
在有限情報下，華盛頓在7月3日率兵返回摩利斯鎮。為免何奧突然北上，華盛頓先派約翰·沙利文到北面的龐普頓鎮駐守。7月11日，英軍攻陷提康德羅加堡的消息傳抵華盛頓的營帳，證實約翰·伯戈因開始率領英軍由加拿大南下，令到華盛頓更為擔憂何奧北上支援。7月12日，華盛頓率領大陸軍主力北上，但由於暴雨泥濘，大陸軍在15日才抵達薩芬；至於本身駐守於龐普頓鎮的沙利民，則在同日抵達新溫莎。由於何奧仍然未有動靜，華盛頓派沙利民及斯特靈勳爵的部隊繼續北上，又命令新近加入大陸軍的法蘭西斯·拿殊及詹姆士·波特到特拉華河放置拒馬，用以攔截英軍艦隻。7月20日，斯特靈勳爵和沙利文的部隊抵達哈德遜河東岸的皮斯基爾市。
另一方面，何奧在7月8日開始下令士兵登艦，預備進攻費城。當時登艦的英軍約有陸軍士兵18,000人（未計算軍官、僕人及隨營人士等5,000人），艦隊共有超過260艘軍艦，由何奧的兄長理查德·何奧指揮。紐約市則由亨利·克林頓的7,400人留守。何奧兄弟沒有將南下的計劃告知任何軍官，亦遲遲未有啟航。他們在7月15日得悉伯戈因攻陷提康德羅加堡，但要到7月20日才起錨出港，將軍艦駛到新澤西州的沙勾外海。由於風暴之故，英軍艦隊要到23日才離開沙勾。
大陸軍在7月首次考慮進攻史泰登島。當時華盛頓得悉何奧艦隊駛出大海後，又擔心英軍將會進攻費城。他下令全軍調頭南下，並向各個將軍下達不同的行軍路線，加快行軍進度。斯特靈勳爵和沙利文接令後即回到哈德遜河西岸，向南與華盛頓會合。當時斯特靈勳爵曾經提議派自己順道進攻史泰登島，突襲該處的英軍基地：他認為島上只有1,000名效忠派民兵，而這些民兵時常渡河到新澤西州搜掠物資，對大陸軍非常困擾。華盛頓起初批准斯特靈勳爵進攻，但後來卻得悉島上有英國及黑森正規士兵防守，計劃便暫時擱置。

大陸軍到8月第二次考慮進攻史泰登島。事緣沙利文在南下途中患病，而暫時將部隊交由法國准將皮徳弘·德博勒指揮。華盛頓指派德博勒帶兵回到摩利斯鎮，但德博勒卻未有收到命令，結果他的部隊一直跟隨斯特靈勳爵回到邦德溪的營地，並預備向特倫頓行軍。德博勒要到7月底才收到華盛頓的命令，並率軍向北返回摩利斯鎮，但他卻不喜歡駐紮該處，而私自將士兵帶到東面的漢諾威鎮駐守。華盛頓要到8月2日才知悉德博勒的確實位置，其時大陸軍主力已即將抵達費城防守，但何奧艦隊卻在特拉華灣短暫現身，然後又駛出大海。為免何奧突然回到北方，華盛頓決定到費城東北面近特拉華河一帶駐紮，並再次下令德博勒率軍南下，只是德博勒又再沒有接獲命令。這使大陸軍到8月仍有一支部隊留守新澤西州。故此，當沙利文在8月康復而重新指揮自己的部隊時，便再次考慮在南下前順道進攻史泰登島，並獲得華盛頓同意。

## 部署及攻勢
沙利文在進攻史泰登島前曾經分析島上守軍情報。當時情報指英軍在史泰登島北面的戴克渡口（Decker's ferry，今列治文港）及西面的新曜星渡口（New Blazing Star ferry，今特拉維斯）各有250名效忠派民兵，兩個渡口通往島內的道路又各有100名民兵駐守。至於英國的兩支正規軍步兵軍團，則在島東面的湯普金斯村駐紮，人數不詳。沙利文從自己的部隊及新澤西民兵中選出約1,000人，並大約分成三路：威廉·史摩活進攻戴克渡口、沙利文及德博勒進攻新曜星渡口、新澤西民兵領袖馬蒂亞斯·奧登上校則划船進入清泉溪，再攻擊該處的敵軍。整個行動的目標是突襲效忠派民兵、奪取其物資、並在英國正規軍反擊前經舊曜星渡口（Old Blazing Star ferry，今洛斯維爾）撤回新澤西州。
8月21日晚，大陸軍在伊麗莎白鎮聚集，然後划船渡河，期間沒有被英軍發現。8月22日日出，奧登的民兵率先發動攻勢，突襲以利沙·勞倫斯上校的效忠派民兵，並將勞倫斯及80多人俘虜。接著奧登向內陸推進，擊潰愛德華·當恩（Edward Vaughan Dongan）的民兵。當恩在戰事中受了致命傷，於翌日傷重死亡。隨後奧登繼續南下，擊破艾薩克·亞倫（Isaac Allen）的民兵，迫使亞倫撤退到東南面的王子灣，然後退兵返回舊曜星渡口，等待沙利文前來會合。
另一方面，沙利文和史摩活幾乎同時登陸史泰登島。沙利文在新曜星渡口登陸時，約瑟·巴頓（Joseph Barton）上校已經率領效忠派民兵準備迎戰。不過沙利文仍輕易將之擊破，並將巴頓等40名民兵俘虜，同時搶奪不少效忠派的物資。巴頓的殘兵隨後四散而逃，一些人搶奪船隻到新澤西州，另一些人則到森林和沼澤躲藏。與此同時，史摩活亦已展開攻勢。他的嚮導雖然錯誤將大陸軍帶到亞伯拉罕·雲·巴斯卡克（Abraham Van Buskirk）上校的正面而非背面，但大陸軍仍將這些防守戴克渡口的民兵擊退。史摩活隨後追擊巴斯卡克和巴頓的殘兵，直到科特蘭·史堅納准將的總部才遭到效忠派民兵截停。史堅納即時重整敗兵，並組織自己的部下反攻，反過來迫使史摩活撤退，並放棄不少俘虜。不過史摩活向史泰登島中央的列治文鎮後撤期間，仍摧毀了巴頓麾下民兵的營帳及輜重。
沙利文和史摩活最後在列治文鎮以北會合，然後向西面的舊曜星渡口撤退。當時負責接應的奧登已經撤回新澤西州，只剩下三艘船隻在岸，但沙利文等人的船隻卻仍然在史泰登島北方，並沒有按計畫到舊曜星渡口接應。沙利文曾派出信差到北面催促船隻南下，但信差又被英軍截獲。無計可施之下，沙利文只好用三艘船隻運送全部軍隊，並派人召集沿路走失的士兵。
沙利文撤退期間，英國正規軍已經開始反攻。約翰·坎貝爾得悉大陸軍登陸後，已即時率領兩支步兵軍團向西索敵，但由於天氣酷熱引致士兵疲乏，坎貝爾只能在列治文鎮稍作休息，並等待史堅納的民兵前來會合。稍後坎貝爾得知沙利文已經抵達舊曜星渡口，隨即啟程追擊。不過坎貝爾因遭到大陸軍80多名後衛頑抗，而未能將沙利文包圍。沙利文的主力部隊撤走後，大陸軍後衛因彈藥用盡及遭到火炮攻擊，而向坎貝爾投降。按照坎貝爾事後的統計，英軍在戰役一共俘虜了259人，而一份效忠派的報章則在8月23日統計英軍有五人死亡、七人受傷、83人失蹤。

## 後續影響
史泰登島戰役對當時的戰局沒有太大影響。沙利文的大陸軍雖然成功突襲效忠派民兵，卻有約200人因撤退失誤而被俘虜，令到不少人將這次作戰視為大陸軍的失敗。大陸會議要求召開軍事法庭，審判沙利文是否指揮失當。當時華盛頓已經得悉何奧進入切薩皮克灣，確認英軍即將進攻費城，故此軍事法庭只能延期召開。沙利文在史泰登島戰役後率兵南下費城，並在9月11日參與布兰迪万河战役。他在後來的軍事法庭上獲判無罪。